# Aeroportul Internațional Larestan
Aeroportul Internațional Larestan (IATA: LRR, ICAO: OISL) este un aeroport din Lar, Central District⁠(d), Larestan County⁠(d), Persida, Iran ce deservește zona Lar. A fost deschis în 1981.
Situat la o altitudine de 800 m, aeroportul dispune de o singură pistă. Este operat de Iranian Airports Holding Company⁠(d).